# Кузнецов, Николай Александрович (государственный деятель)
Никола́й Алекса́ндрович Кузнецо́в (3 августа 1922 года, Москва — 19 ноября 1988 года, Москва) — советский государственный деятель. Министр культуры РСФСР с 1965 по 1974 год.

## Биография
Родился в Москве в семье рабочего.
Заочно окончил Московский областной педагогический институт (1952).
- В 1941—1942 годах — в Советской Армии, участник Великой Отечественной войны[1].
- С 1943 года — на комсомольской и партийной работе в Москве. Член ВКП(б) с 1946 года.
- В 1953—1957 годах — первый секретарь Первомайского райкома КПСС города Москвы.
- В 1957—1961 годах — первый секретарь Калининского райкома КПСС города Москвы[2][3].
- В 1961—1962 годах — заведующий отделом Московского горкома КПСС.
- В 1962—1965 годах — второй секретарь Московского горкома КПСС.
- В 1965—1974 годах — министр культуры РСФСР.

Кандидат в члены ЦК КПСС (1966—1971).
Похоронен на Кунцевском кладбище (уч. 10).